# Mroczna gwiazda
Mroczna Gwiazda – druga część serii Księgi Pięciorga autorstwa Anthony’ego Horowitza. Opowiada dalsze przygody Matta, oraz nowo poznanego strażnika Pedra.

## Opis fabuły
Matt zapobiegł otwarciu Kruczych wrót, lecz Nexus informuje go, że istnieją drugie Wrota w stolicy Peru, Limie. Matt chodząc po szkole ma przeczucie, że nastąpi wkrótce w niej pożar. Doprowadza do ewakuacji szkoły, a po paru minutach widzi cysternę, którą prowadzi jego ciotka, jak kieruje się z dużą prędkością w stronę szkoły. Okazuje się, że Gwenda Davis została opętana przez Pradawne Istoty. Matt po tym zdarzeniu decyduje się jechać do Limy. Musi jeszcze jednak pomóc Nexusowi zdobyć księgę Szalonego Mnicha z Kordoby, która jest jedyną spisaną historią Pięciorga i Pradawnych Istot. Matt idzie na spotkanie z człowiekiem, który ma księgę. Mężczyzna poddaje go próbie, jednak w czasie, gdy Matt ją wykonuje, mężczyznę ktoś atakuje nożem i zabiera księgę. Matt wraz z Richardem wyjeżdża do Peru.
Jadąc taksówką do hotelu, mimo że plan zakładał, aby zawieźć Matta i Richarda do domu Fabiana, zostają zaatakowani przez dwóch ludzi, którzy strzelają z broni palnej. Richard zostaje złapany, Mattowi udaje się uciec. Spotyka Pedra, po jakimś czasie orientuje się, że Pedro jest Drugim Strażnikiem. Razem idą do hotelu, gdzie Matt zostaje napadnięty przez policjantów opłacanych przez Diego Salamandę. Matt zaczyna rozumieć, że ludzie, którzy ich zaatakowali chcieli ich powstrzymać przed dojazdem, bo wiedzieli, że w hotelu jest policja. Pedro rani policjantów i razem uciekają do jego domu. Tam Sebastian, opiekun Pedra zmienia wygląd Matta, i pomaga im w ucieczce (Pedro jest poszukiwany za zranienie policjantów). Docierają do Hacjendy Salamandy, który mógł porwać Richarda. Tam Matt znajduje kopię jednej strony z księgi. Są tam rysunki i napis po hiszpańsku, a na końcu słowa INTI RAYMI. Wraz z Pedrem podsłuchują rozmowę Salamandy z jego ludźmi i słyszą, że „srebrny łabędź musi[…]znaleźć się na swoim miejscu za pięć dni, licząc od dziś. Punktualnie o północy”. Chłopcy zostają nakryci na włamaniu do hacjendy. W ucieczce pomaga im nieznajomy, jeden z mężczyzn, którzy zabrali Richarda – Micos. Zostaje ranny i umiera. Chłopcy za jego przedśmiertną radą jada do Cuzco. Tam z obławy policyjnej pomaga im się wydostać brat Micosa- Atoc. Zabiera ich do Vilcabamba, zaginionego miasta Inków. Tam spotykają Richarda, i poznają amautę, który przepowiada:” Zanim słońce wzejdzie i zajdzie trzy razy, Pradawne Istoty wydostaną się przez Wrota, które powstały w Peru, jeszcze zanim zaczął istnieć świat. Odczytałem znaki na niebie i na ziemi. Ptaki będą latać tam gdzie nie powinny. Nocą na niebie pojawi się zbyt wiele gwiazd. Straszliwa katastrofa jest bardzo blisko. […] Jeden chłopiec wystąpi przeciwko Pradawnym Istotom i upadnie. Może nawet umrze. Tego nie wiem. […] Pięcioro pokonało Pradawne Istoty u zarania dziejów i Pięcioro zwycięży je znowu. Taka jest przepowiednia. […], a gdy Pięcioro zbierze się razem, będą mieli dość siły by zwyciężyć Pradawne Istoty. Wybuchnie ostatnia wielka wojna, a po niej zacznie się nowy świat.”
Po usłyszeniu przepowiedni Atoc tłumaczy słowa z kartki Matta: 
| Nocą, gdy wzleci biały ptak, Przed miejscem zwanym Qolqa Pokaże się światło. Światło, które oznacza koniec wszelkiego światła. |

Na uczcie Inkowie odsłaniają tarczę z wizerunkiem założyciela imperium Inków, Manco Capaca. Okazuje się, że jego wygląd jest identyczny z wyglądem Pedra. Następnego dnia Matt, Pedro, Richard i Atoc wyruszają do profesor Chambers, znawczyni pustyni Nazca. Wraz z profesor dochodzą do wniosku, że Wrota są gdzieś na pustyni przed rysunkiem prostokąta. Jadą tam i znajdują platformę, gdy atakują ich kondory, których nie powinno tam być. Spełnia się część przepowiedni amauty. Rozwiązują kolejną część zagadki: gdy gwiazdy na niebie ułożą się w noc Inti Raymi w ten sam kształt co linie na pustyni, otworzą się Wrota. Jednak na niebie zabraknie jednej gwiazdy (Cygnusa, po łacinie łabędzia), zasłoniętej księżycem. Salamanda wysłał więc sztucznego satelitę, który zastąpi gwiazdę. W dzień, w który mają się otworzyć Wrota, chłopcy i Richard wraz z Inkami atakują i niszczą antenę do sterowania satelitą w jednym z domów Salamandy. Okazuje się jednak, że satelitą kieruje sam Salamanda gdzieś na pustyni. Atoc, Pedro i Matt, lecą helikopterem, aby go powstrzymać. Nad pustynią helikopter psuje się (przez kulę wystrzeloną jeszcze podczas bitwy) i spada. Atoc ginie, Pedro łamie nogę i nie może iść z Mattem. Spełnia się kolejna przepowiednia. Matt odnajduje stację Salamandy i używając swojej mocy niszczy ją i przypadkiem zabija Salamandę. Jednak bez kierowania satelita dolatuje na swoje miejsce. Wrota otwierają się. Wydostają się przez nie Pradawne Istoty. Matt usiłuje walczyć, rani swoją mocą króla Pradawnych Istot jednak mimo pomocy Pedra jest zbyt słaby by go zabić. Pradawne Istoty odchodzą gdzieś w świat, a Matt zostaje ciężko ranny. Później akcja dzieje się w domu. Matt jest bliski śmierci, a Pedro jest w szpitalu. Nagle wraca do domu, do Matta, aby mu pomóc. Matt pomógł mu odkryć swój dar: moc uzdrawiania. Razem postanawiają odnaleźć resztę Strażników. Muszą pokonać Pradawne Istoty, które są gdzieś na świecie. 
Ciąg dalszy znajduje się w trzecim tomie cyklu Zmierzch świata.